# Luperus mollis
Luperus mollis là một loài bọ cánh cứng trong họ Chrysomelidae. Loài này được Thompson miêu tả khoa học năm 1858.